# Умершие в ноябре 1943 года
Это список известных людей, соответствующих установленным критериям значимости (см. Википедия:Критерии значимости персоналий), умерших в ноябре 1943 года.
Причина смерти указывается лишь в исключительных случаях (убийство, самоубийство, гибель в результате военных действий, смертная казнь, ДТП или несчастные случаи). В остальных случаях — не указывается.

## 1 ноября
- Бабак, Демид Иванович — командир роты 924-го стрелкового полка 252-й стрелковой Харьковской Краснознаменной дивизии 53-й армии Степного фронта, Герой Советского Союза (17.05.1944, посмертно), лейтенант. Погиб в бою.
- Байбулатов, Ирбайхан Адылханович — командир батальона 690-го стрелкового полка 126-й Горловской стрелковой дивизии 51-й армии 4-го Украинского фронта, Герой Советского Союза (посмертно) (1.11.1943), старший лейтенант. Погиб в бою.
- Бегенов, Мади Кайбиевич — сержант Рабоче-крестьянской Красной Армии, участник советско-финской и Великой Отечественной войн, Герой Советского Союза.
- Бонч-Осмоловский, Глеб Анатольевич (52) — русский и советский антрополог и археолог.
- Мкртумов, Самсон Мовсесович (33) — советский военный лётчик, участник Великой Отечественной войны, Герой Советского Союза (посмертно), капитан.
- Молдагалиев, Жангас (26) — Герой Советского Союза.
- Лаврентий Новожилов (38) — Герой Советского Союза.
- Привалов, Дмитрий Карпович — Герой Советского Союза.
- Сипягин, Николай Иванович (32) — Герой Советского Союза.
- Цымбал, Василий Тимофеевич — Герой Советского Союза.
- Шумский, Алексей Денисович (28) — Герой Советского Союза.

## 2 ноября
- Дмитриев, Павел Алексеевич (41) — советский археолог.
- Тышканбаев, Кожахмет — Герой Советского Союза.

## 3 ноября
- Бутов, Павел Григорьевич (30) — Герой Советского Союза.
- Воловодов, Борис Наумович (29) — Герой Советского Союза.
- Волков, Пётр Тимофеевич — Герой Советского Союза.
- Егоров, Вениамин Николаевич (20) — Герой Советского Союза.
- Заруднев, Степан Степанович (26) — Герой Советского Союза.
- Калоев, Александр Александрович (25) — Герой Советского Союза.
- Кулешов, Владимир Кузьмич (25) — Герой Советского Союза.
- Левин, Дмитрий Павлович — Герой Советского Союза.
- Марунченко, Павел Поликарпович (26) — Герой Советского Союза.
- Михайличенко, Павел Арсентьевич (28) — Герой Советского Союза.
- Сивков, Аркадий Кузьмич (44) — советский военачальник.
- Сопин, Илья Иванович (26) — Герой Советского Союза.
- Шиловский, Леонид Прокофьевич — Герой Советского Союза.
- Юнкеров, Николай Иванович (24) — Герой Советского Союза

## 4 ноября
- Белокопытов, Дмитрий Иванович — Герой Советского Союза.
- Кельчин, Михаил Никифорович — Герой Советского Союза.
- Крупский, Павел Филиппович (19) — Герой Советского Союза.
- Лихой, Иван Николаевич — Герой Советского Союза.
- Михеенко, Лариса Дорофеевна (14) — пионер-герой, несовершеннолетняя партизанка времён Великой Отечественной войны, казнённая немецкими оккупационными властями.
- Новиков, Николай Александрович (23) — Герой Советского Союза.
- Петров, Владимир Яковлевич (22) — Герой Советского Союза.

## 5 ноября
- Абдуллаев, Самед Гамид оглы (23) — санинструктор, Герой Советского Союза (посмертно). Погиб в бою под Керчью
- Аспазия (75) — латышская поэтесса и драматург, жена Яна Райниса.
- Двухбабный, Исаак Шаевич (21) — Герой Советского Союза.
- Кириллов, Вениамин Иванович (26) — Герой Советского Союза.
- Корнилов, Михаил Семёнович — советский артиллерист, Герой Советского Союза.
- Корзун, Андрей Григорьевич (31) — советский артиллерист, Герой Советского Союза.
- Мельник, Николай Михайлович — Герой Советского Союза.
- Мурадян, Андраник Акопович — Герой Советского Союза.
- Новиков, Сергей Трофимович (18) — Герой Советского Союза.
- Тесаков, Николай Фёдорович (24) — Герой Советского Союза.
- Фалин, Алексей Иванович (35) — Герой Советского Союза.
- Шолуденко, Никифор Никитович (24) — Герой Советского Союза.

## 6 ноября
- Анри, Поль (81) — французский военный деятель, дивизионный генерал (1914), командующим Восточной французской армией (1918), начальником французской военной миссии в Польше (1919—1920)
- Антонов, Иван Васильевич — механик-водитель танка 56-й гвардейской танковой бригады 7-го гвардейского танкового корпуса 3-й гвардейской танковой армии 1-го Украинского фронта, Герой Советского Союза (Посмертно) (10.01.1944), гвардии старший сержант. Погиб в бою
- Бондаренко, Владимир Илларионович (28) — Герой Советского Союза.
- Борисов, Василий Мефодиевич — подпольщик Великой Отечественной войны, участник антифашистской организации «Молодая Гвардия» и Новоград-Волынского подполья.
- Бударин, Николай Петрович (33) — Герой Советского Союза.
- Гончаренко, Николай Куприянович (24) — Герой Советского Союза.
- Денисов, Вячеслав Николаевич (25) — Герой Советского Союза.
- Жидков, Пётр Анфимович (25) — Герой Советского Союза.
- Князькин, Николай Григорьевич — Герой Советского Союза.
- Котельников, Михаил Фёдорович — Герой Советского Союза.
- Кривов, Николай Александрович (21) — Герой Советского Союза.
- Ноффке, Эльза — участница сопротивления против нацизма.
- Папулов, Семён Васильевич (46) — Герой Советского Союза.
- Паширов, Валентин Дмитриевич (19) — Герой Советского Союза.
- Пироговский, Александр Сидорович (46) — Герой Советского Союза.
- Пушина, Федора Андреевна (19) — Герой Советского Союза, военфельдшер, лейтенант медицинской службы.
- Романенко, Александр Сергеевич (31) — Герой Советского Союза.
- Чернев, Вениамин Владимирович (36) — советский военный деятель, гвардии полковник.

## 7 ноября
- Балуков, Николай Михайлович — командир пулемётной роты 529-го стрелкового полка 163-й стрелковой дивизии 38-й армии Воронежского фронта, старший лейтенант, Герой Советского Союза (1943). Погиб в бою
- Бодо, Евгениуш (43) — польский киноактер, эстрадный артист, режиссёр, сценарист, танцор, певец, конферансье и продюсер.
- Горелов, Василий Павлович — младший сержант Рабоче-крестьянской Красной Армии, участник Великой Отечественной войны, Герой Советского Союза.
- Ивановский, Вацлав Леонардович (63) — белорусский общественный деятель, профессор.
- Кедышко, Николай Александрович (20) — участник Великой Отечественной войны, Герой Советского Союза.
- Кольцов, Алексей Иванович (26) — майор Советской Армии, участник Великой Отечественной войны, Герой Советского Союза.
- Рабинович, Абрам Исаакович (65) — российский, в дальнейшем советский шахматист.
- Ткачёв, Макар Лукич — участник Великой Отечественной войны, Герой Советского Союза.

## 8 ноября
- Абдршин, Рамиль Хайруллаевич (18) — сержант РККА, участник Великой Отечественной войны, Герой Советского Союза (посмертно). Умер от ран полученных в бою за Днепр.
- Бондаренко, Михаил Григорьевич — капитан-лейтенант Рабоче-крестьянского Красного Флота, участник Великой Отечественной войны, Герой Советского Союза.
- Голощапов, Алексей Кириллович — Герой Советского Союза.
- Заборовский, Константин Васильевич — советский танкист, Герой Советского Союза.

## 9 ноября
- Алексеев, Григорий Алексеевич — участник Великой Отечественной войны, стрелок 744-го стрелкового полка 149-й стрелковой дивизии 65-й армии Центрального фронта, Герой Советского Союза (30.10.1943), красноармеец. Умер от ран, полученных в боях за Лоев
- Окунев, Акинф Кириллович (24) — участник Великой Отечественной войны, Герой Советского Союза.

## 10 ноября
- Ахметшин, Каюм Хабибрахманович (34) — помощник командира сабельного взвода 58-го гвардейского кавалерийского полка 16-й гвардейской кавалерийской дивизии, 7-го кавалерийского корпуса 61-й армии Центрального фронта, гвардии старшина. Герой Советского Союза (посмертно) (1944). Погиб в бою.
- Гриценко, Игнат Кузьмич (38) — Герой Советского Союза.
- Гудовских, Иван Лаврентьевич (21) — Герой Советского Союза.
- Ерохин, Михаил Григорьевич (19) — Герой Советского Союза.
- Зинченко, Александр Иванович — Герой Советского Союза.
- Лянгасов, Александр Павлович — Герой Советского Союза.
- Подкопай, Иван Яковлевич — Герой Советского Союза.
- Слабинюк, Пётр Афанасьевич — Герой Советского Союза.
- Стратийчук, Пётр Михайлович (20) — Герой Советского Союза.
- Хайбуллин, Кутлуахмет Кутлугалямович (21) — Герой Советского Союза.

## 11 ноября
- Баисов, Матай — командир пулемётного отделения 342-го стрелкового полка 136-й стрелковой дивизии 38-й армии Воронежского фронта, красноармеец, Герой Советского Союза (посмертно) (1944). Пропал без вести.
- Бочарников, Иван Петрович — Герой Советского Союза.
- Глухов, Дмитрий Андреевич — Герой Советского Союза.
- Доев, Давид Тебоевич — Герой Советского Союза.
- Красиков, Николай Максимович (19) — Герой Советского Союза.
- Овчаренко, Кузьма Иванович (42) — Герой Советского Союза.
- Осипов, Михаил Иванович (29) — Герой Советского Союза.
- Смирнов, Вячеслав Васильевич — Герой Советского Союза.
- Фомичёв, Пётр Ильич — Герой Советского Союза.

## 12 ноября
- Доев, Давид Тебоевич — Герой Советского Союза.
- Елисеев, Иван Григорьевич (40) — советский военный деятель, полковник.
- Калюжный, Николай Гаврилович — Герой Советского Союза.
- Коробков, Дмитрий Егорович — Герой Советского Союза.
- Лебедев, Виктор Михайлович (18) — Герой Советского Союза.
- Лещенко, Пётр Лукьянович — Герой Советского Союза.
- Макаров, Иван Николаевич — Герой Советского Союза.
- Мохлаев, Фёдор Платонович — Герой Советского Союза.
- Тшебинский, Анджей (21) — польский поэт, драматург, литературный критик. Представитель «поколения Колумбов».
- Штефан, Пауль (63) — австрийский музыковед и переводчик.

## 13 ноября
- Веретенников, Пётр Митрофанович (24) — Герой Советского Союза.
- Дени, Морис (72) — французский художник-символист.
- Козловский, Владислав (47) — деятель белорусской эмиграции, поэт, публицист, националист, коллаборационист.
- Лукашевич, Алексей Стефанович (19) — Герой Советского Союза.
- Цариков, Борис Андреевич (18) — Герой Советского Союза.

## 14 ноября
- Гурий (Гросу) (66) — епископ Румынской православной церкви.
- Москальчук, Никита Андреевич (41) — Герой Советского Союза.
- Ниязмамедов, Тачмамед — Герой Советского Союза.
- Паршин, Виктор Степанович — Герой Советского Союза.
- Рудой, Анатолий Михайлович (30) — Герой Советского Союза.
- Смирнов, Владимир Ефимович (18) — Герой Советского Союза.

## 15 ноября
- Амилахвари, Гиви Иванович — князь, генерал-майор, герой Первой мировой войны. Умер в Париже.
- Гурьев, Григорий Иванович (22) — Герой Советского Союза.
- Косарев, Андрей Васильевич (30) — Герой Советского Союза.
- Сухарев, Александр Петрович (24) — Герой Советского Союза.
- Толкачёв, Григорий Васильевич — Герой Советского Союза.
- Тхагушев, Исмаил Халалович (23) — Герой Советского Союза.
- Шишкин, Иван Николаевич (31) — Герой Советского Союза.
- Ильген, Макс (49) — немецкий военачальник, генерал-майор, расстрелян близ Ровно.

## 16 ноября
- Апарин, Максим Григорьевич — старший сержант Рабоче-крестьянской Красной Армии, участник Великой Отечественной войны, Герой Советского Союза (1943). Погиб в бою за Лоев.
- Ильин, Николай Сергеевич (18) — Герой Советского Союза.
- Кулаков, Теодор Сергеевич (43) — Герой Советского Союза.
- Литвинов, Павел Семёнович (36) — Герой Советского Союза.
- Николай Михайлов (19) — Герой Советского Союза.
- Мец, Адольф — латвийский скрипач и музыкальный педагог.
- Налепка, Ян (31) — Герой Советского Союза.
- Рыбачковский, Леонид Иванович (25) — Герой Советского Союза.
- Феничев, Никифор Ильич (31) — Герой Советского Союза.
- Функ, Альфред (46) — руководитель головного отдела права рейхскомиссариата Украина и президент верховного немецкого суда на Украине; убит.

## 17 ноября
- Волков, Николай Васильевич — Герой Советского Союза.
- Кокорин, Анатолий Михайлович — Герой Советского Союза
- Косоногов, Лев Васильевич (39) — Герой Советского Союза
- Мастрюков, Николай Трофимович — Герой Советского Союза.
- Писклов, Пётр Кириллович (20) — Герой Советского Союза.
- Спасокукоцкий, Сергей Иванович (73) — русский и советский учёный, хирург, создатель советской клинической школы.
- Фурсов, Василий Егорович (23) — Герой Советского Союза.

## 18 ноября
- Лонгинов, Владимир Денисович (24) — командир пулемётного расчёта 722-го стрелкового полка 206-й стрелковой дивизии, сержант, Герой Советского Союза.
- Морозов, Михаил Ильич — Герой Советского Союза.
- Попов, Леонид Иванович (38) — участник Великой Отечественной войны. Герой Советского Союза.
- Рябых, Николай Павлович — участник Великой Отечественной войны. Герой Советского Союза.
- Ферапонтов, Владимир Петрович (34) — участник Великой Отечественной войны. Герой Советского Союза.

## 19 ноября
- Алиев, Шамсула Файзулла оглы (28) — заместитель командира батальона 1135-го стрелкового полка 339-й стрелковой дивизии 56-й армии Северо-Кавказского фронта, капитан, Герой Советского Союза, (посмертно) (1944). Погиб в бою
- Быков, Иван Федосеевич (29)  — советский лётчик авиации Военно-морского флота, младший лейтенант, участник Великой Отечественной войны. Герой Российской Федерации (1993, посмертно), погиб в бою.
- Коваленко, Пётр Иванович (34) — Герой Советского Союза.
- Кротевич, Вячеслав Людвигович (35) — советский лётчик авиации Военно-морского флота, старший лейтенант, участник Великой Отечественной войны. Герой Российской Федерации (1993, посмертно) погиб в бою.
- Ларин, Фёдор Иванович — советский артиллерист, участник Великой Отечественной войны.
- Саенко, Иван Степанович (23) — Герой Советского Союза.
- Трифонов, Феоктист Андреевич (22) — Герой Советского Союза.
- Хоменко, Игнат Степанович (29) — Герой Советского Союза.

## 20 ноября
- Асмолов, Иван Никифорович — старший лейтенант Рабоче-крестьянской Красной Армии, участник Великой Отечественной войны, парторг батальона 465-го стрелкового полка 167-й стрелковой дивизии 38-й армии 1-го Украинского фронта. Герой Советского Союза (посмертно) (1944). Погиб в бою.
- Вернигора, Пётр Леонтьевич (22) — лейтенант Рабоче-крестьянской Красной Армии, участник Великой Отечественной войны, Герой Советского Союза.
- Лебедев, Виктор Александрович — участник Великой Отечественной войны, Герой Советского Союза.
- Митькин, Борис Викторович (29) — участник Великой Отечественной войны, Герой Советского Союза.
- Чмыренко, Николай Романович — участник Великой Отечественной войны, Герой Советского Союза.
- Яковенко, Илья Яковлевич (43) — участник Великой Отечественной войны, Герой Советского Союза

## 21 ноября
- Ершов, Иван Васильевич (76) — русский и советский оперный певец, тенор.
- Пореченков, Иван Никандрович (21) — участник Великой Отечественной войны, младший сержант артиллерии. Герой Советского Союза.
- Пугач, Максим Кириллович (27) — участник Великой Отечественной войны, Герой Советского Союза.
- Хуторянский, Анатолий Николаевич (24) — командир роты 253-го отдельного танкового полка 11-й армии Белорусского фронта, старший лейтенант, Герой Советского Союза.
- Шевелёв, Николай Артамонович (43) — участник Великой Отечественной войны, Герой Советского Союза.

## 22 ноября
- Агафонов, Алексей Сергеевич (32) — участник Великой Отечественной войны, командир отделения 16-го гвардейского отдельного сапёрного эскадрона 15-й гвардейской кавалерийской дивизии 7-го гвардейского кавалерийского корпуса 61-й армии Центрального фронта, Герой Советского Союза (посмертно) (1944), гвардии старший сержант. Погиб в бою под Гомелем.
- Базаров, Иван Фёдорович (26) — командир эскадрильи 247-го истребительного авиационного полка 203-й истребительной авиационной дивизии 1-го штурмового авиационного корпуса 1-го штурмового авиационного корпуса
5-й воздушной армии Степного фронта Герой Советского Союза (1943). Погиб в воздушном бою.
- Борискин, Фёдор Иванович — Герой Советского Союза.
- Воровченко, Григорий Данилович — Герой Советского Союза.
- Калинкин, Михаил Герасимович — Герой Советского Союза.
- Козлов, Александр Герасимович (25) — Герой Советского Союза.
- Костырина, Татьяна Игнатовна — Герой Советского Союза.
- Лопатин, Фёдор Иванович (29) — Герой Советского Союза.
- Оствальд, Карл Вильгельм Вольфганг (60) — немецкий биолог и химик.
- Плакидин, Дмитрий Иванович (20) — Герой Советского Союза.
- Прасолов, Михаил Васильевич (22) — Герой Советского Союза.
- Светачев, Георгий Георгиевич (20) — Герой Советского Союза.
- Цыбань, Пётр Фёдорович (34) — Герой Советского Союза.

## 23 ноября
- Бзаров, Георгий Николаевич (32) — советский военный деятель, Подполковник. Герой Советского Союза.
- Голос, Яков Наумович (54) — российский революционер.
- Емельяненко, Константин Викторович — участник Великой Отечественной войны, командир отделения 313-го гвардейского стрелкового полка 110-й гвардейской стрелковой дивизии 32-го гвардейского стрелкового корпуса 5-й гвардейской армии 2-го Украинского фронт, гвардии рядовой. Закрыл своим телом амбразуру пулемёта.
- Комар, Анатолий Григорьевич — участник Великой Отечественной войны, разведчик 332-й разведывательной роты 252-й стрелковой дивизии 53-й армии, 2-го Украинского фронта, рядовой. Закрыл своим телом амбразуру пулемёта, самый молодой среди известных воинов, совершивших такой подвиг.
- Мусаев, Саадул Исаевич — Герой Советского Союза.
- Шереметев, Павел Сергеевич (72) — русский государственный деятель, историк и художник. Из рода Шереметевых.
- Фореску, Мария (68) — артистка оперетты и актриса немого кино.

## 24 ноября
- Багинский, Макс — немецкий и американский анархист.
- Балантич, Франце — словенский поэт, убит югославскими партизанами в связи с его сотрудничеством с нацистами.
- Рудниченко, Иван Андреевич (26) — Герой Советского Союза.
- Шалашков, Николай Ильич (22) — Герой Советского Союза.

## 25 ноября
- Виниченко, Пётр Дмитриевич (32) — Герой Советского Союза.
- Захарченко, Павел Фёдорович — майор Рабоче-крестьянской Красной Армии, участник Великой Отечественной войны, Герой Советского Союза.
- Колесник, Владимир Григорьевич (32) — участник Великой Отечественной войны, Герой Советского Союза.

## 26 ноября
- Галяткин, Пётр Иванович — участник Великой Отечественной войны, Герой Советского Союза.
- Колосов, Василий Васильевич — участник Великой Отечественной войны, Герой Советского Союза.
- Мельник, Михаил Минович (32) — участник Великой Отечественной войны, Герой Советского Союза.
- Парамонов, Константин Ефимович (35) — участник Великой Отечественной войны, Герой Советского Союза.
- Черноволенко, Иван Игнатьевич (22) — участник Великой Отечественной войны, Герой Советского Союза.

## 27 ноября
- Гайсин, Ахметсафа Гайсинович — Герой Советского Союза.
- Губин, Михаил Александрович (28) — лейтенант Рабоче-крестьянской Красной Армии, участник Великой Отечественной войны, Герой Советского Союза.
- Должанский, Юрий Моисеевич (20) — участник Великой Отечественной войны.
- Конопля, Василий Фёдорович — Герой Советского Союза.
- Королёв, Николай Степанович — Герой Советского Союза.
- Прилепа, Пётр Карпович (29) — Герой Советского Союза.
- Рассказов, Константин Иванович (36) — Герой Советского Союза.

## 28 ноября
- Буха, Бошко — югославский сербский партизан, участник Народно-освободительной войны Югославии.
- Иванов, Пётр Михеевич (30) — Герой Советского Союза.
- Истомин, Василий Иннокентьевич (25) — Герой Советского Союза.
- Кабанов, Михаил Михеевич — Герой Советского Союза.
- Якушев, Борис Гаврилович (20) — Герой Советского Союза.

## 29 ноября
- Баранов, Пётр Александрович (34) — командир роты 139-го танкового полка 68-й механизированной бригады 8-го механизированного корпуса 5-й гвардейской танковой армии 2-го Украинского фронта, старший лейтенант, Герой Советского Союза (посмертно) (1944). Погиб в бою.
- Гречихин, Никита Артёмович — Герой Советского Союза.
- Куманёв, Павел Маркелович (26) — Герой Советского Союза.

## 30 ноября
- Ангелов, Тодор (43) — болгарский революционер, анархо-коммунист и антифашист. Герой бельгийского Сопротивления нацистской Германии. Казнён немецкими оккупантами.
- Волынцев, Василий Михайлович (22) — Герой Советского Союза.
- Спичак, Иван Иванович — Герой Советского Союза.
- Цыбульский, Николай Степанович — Герой Советского Союза.
- Черноморец, Владимир Данилович — Герой Советского Союза.